# Sesioidea
De Sesioidea zijn een groep van vlinders die soms als een aparte superfamilie worden beschouwd, waarin dan de families Brachodidae (140 soorten), de Sesiidae (Wespvlinders; 1400 soorten) en de Urodidae (66 soorten) worden geplaatst, daarbij of in plaats van die laatste ook wel de Castniidae (100 soorten) en de Choreutidae (glittermotten; 400 soorten). Deze groep blijkt niet monophyletisch. Bij de revisie van de hoofdindeling van de orde Lepidoptera door Van Nieukerken et al. in 2011, sneuvelde deze superfamilie. Het grootste deel van de groep, de Sesiidae, Castniidae en Brachodidae werd samengevoegd met de superfamilie Cossoidea; voor de Urodidae werd een plek in een eigen superfamilie, Urodoidea, op enige afstand van de Cossoidea, gecreëerd. Dat laatste gold ook voor de Choreutidae, die in de superfamilie Choreutoidea werden geplaatst.